# Peritrox
Peritrox is een kevergeslacht uit de familie van de boktorren (Cerambycidae). De wetenschappelijke naam van het geslacht werd voor het eerst geldig gepubliceerd in 1865 door Bates.

## Soorten
Peritrox omvat de volgende soorten:
- Peritrox denticollis Bates, 1865
- Peritrox marcelae Nearns & Tavakilian, 2012
- Peritrox nigromaculatus Aurivillius, 1920
- Peritrox perbra Dillon & Dillon, 1945
- Peritrox vermiculatus Dillon & Dillon, 1945